# ポール・ロリマー
フィリップ・ジョルジュ・ポール・ロリマー（Philippe Georges Paul Lormier、1813年3月15日パリ - 1895年7月6日パリ）は、フランスの衣装デザイナー。

## 経歴
フィリップ・アンリ・ピエール・ロリマーの息子であるポール・ロリマーは、1828年から1875年までオペラハウスで衣装をデザインした。彼はその時代において以下のような最も重要なオペラとバレエに関わった。
- 1835年 - 『ユダヤの女』ウジェーヌ・スクリーブとジャック・アレヴィのオペラ
- 1841 - 『ジゼル』'アドルフ・アダン、ジャン・コラーリ、ジュール・ペローのバレエ[2]
- 1843 - 『ラ・ペリ』ヨハン・ブルグミュラーとジャン・コラーリのバレエ
- 1870 - 『コッペリア』レオ・ドリーブのバレエ

## バレエ『ジゼル』の衣装

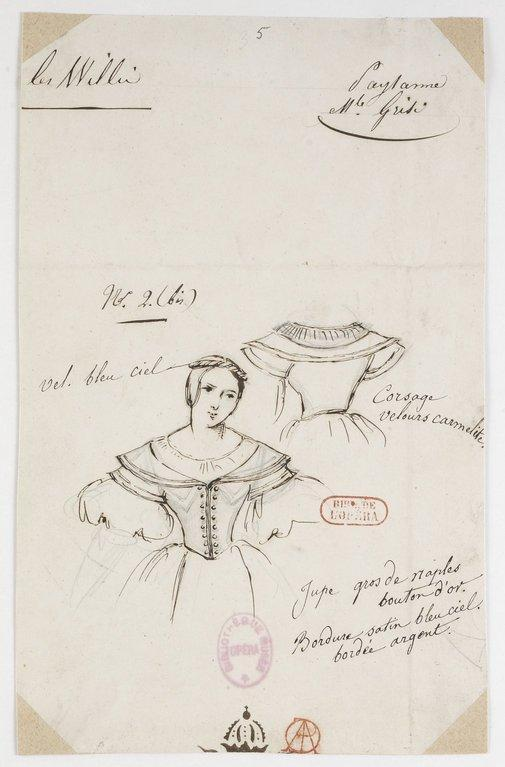
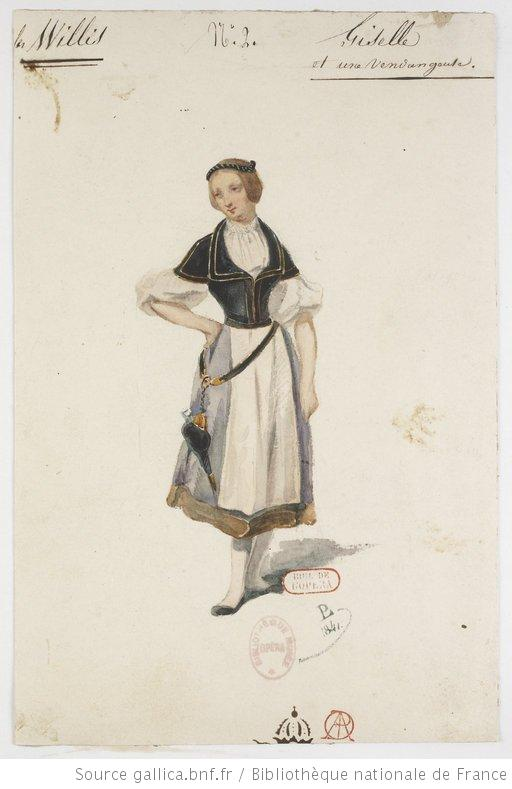
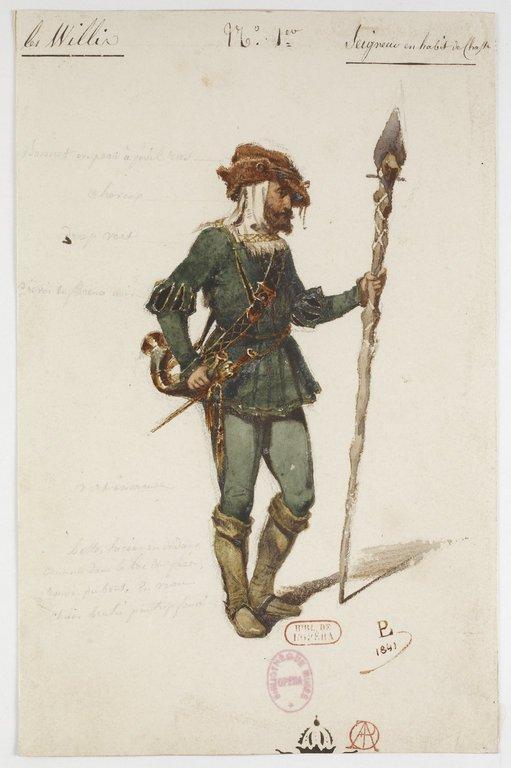
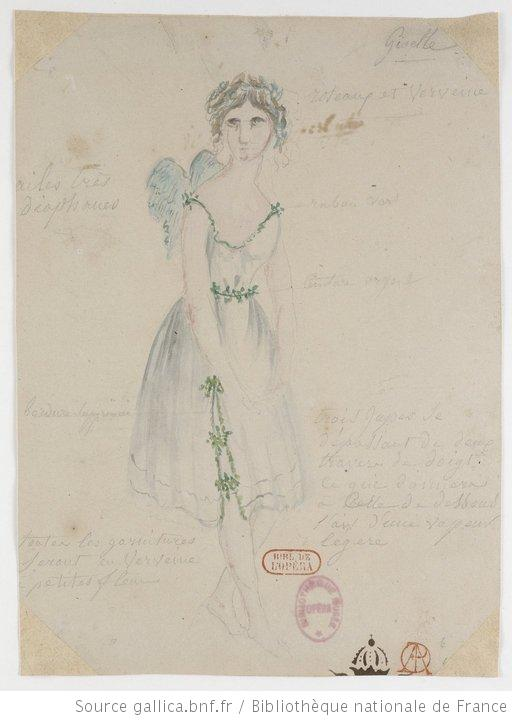
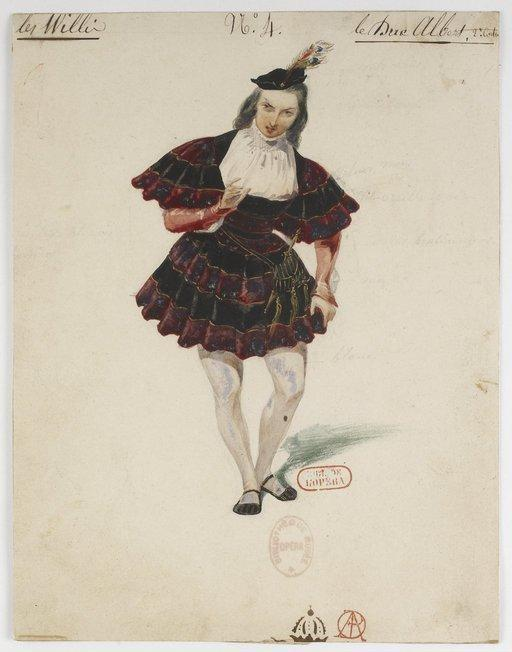
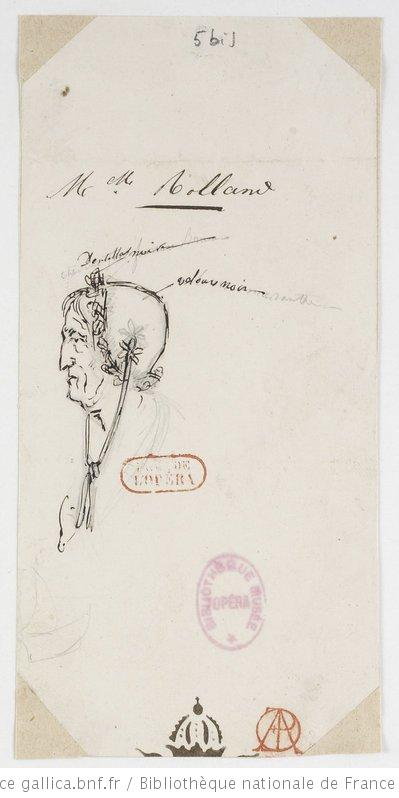